# Lorentz-Kovarianz
Der mathematische Begriff Lorentz-Kovarianz ist eine Eigenschaft der zugrunde liegenden Mannigfaltigkeit eines Systems, die im Rahmen der Relativitätstheorie untersucht wird.
Auf Mannigfaltigkeiten beziehen sich "Kovariant" und "Kontravariant" darauf, wie sich Objekte unter allgemeinen Koordinatentransformationen transformieren. Sowohl kovariante als auch kontravariante Vierervektoren können Lorentz-kovariante Größen sein.
Die lokale Lorentz-Kovarianz, die sich aus der allgemeinen Relativitätstheorie ergibt, bezieht sich auf die Lorentz-Kovarianz, die an jedem Punkt nur lokal in einem infinitesimalen Bereich der Raumzeit angewendet wird. Es gibt eine Verallgemeinerung dieses Konzepts, um die Poincaré-Kovarianz und die Poincaré-Invarianz abzudecken.

## Definition
Unter Lorentz-Kovarianz versteht man zwei verschiedene, aber eng miteinander verbundene Bedeutungen:
- Eine physikalische Größe heißt Lorentz-kovariant, wenn sie sich unter einer gegebenen Darstellung der Lorentz-Gruppe transformiert. Nach der Darstellungstheorie der Lorentz-Gruppe können solche Größen Skalare, Vierervektoren, Vierertensoren oder Spinoren sein. Insbesondere nennt man einen Lorentz-kovarianten Skalar, der unter Lorentz-Transformationen denselben Größenwert beibehält, Lorentz-Skalar.

- Eine Gleichung wird als Lorentz-kovariant bezeichnet, wenn sie in Lorentz-kovarianten Größen ausgedrückt werden kann. Die Schlüsseleigenschaft solcher Gleichungen ist, dass sie in jedem Inertialsystem gelten, wenn sie in einem Inertialsystem gelten. Diese Bedingung ist eine Voraussetzung nach dem Relativitätsprinzip.[1]

## Beispiele
Im Allgemeinen kann das Transformationsverhalten eines Lorentz-Tensors durch seinen Rang identifiziert werden, die die Anzahl der freien Indizes ist, die er hat. Bei einer nicht-indizierten Größe handelt es sich um einen Skalar, bei einer einfach-indizierten Größe handelt es sich um einen Vektor. Bei mehr als einem Index handelt es sich um eine Matrix. Einige spezielle Lorentz-kovariante Tensoren sind:

### Lorentz-Skalare
- Die Eigenzeit {\displaystyle \mathrm {d} \tau ={\frac {\mathrm {d} s}{c}}}
- Die Eigenlänge {\displaystyle L_{0}}
- Die Masse {\displaystyle m}

### Vierervektoren
- Der Viererort {\displaystyle x^{\alpha }={\begin{pmatrix}ct\\x\\y\\z\end{pmatrix}}}
- Die Vierergeschwindigkeit {\displaystyle u^{\mu }={\frac {\mathrm {d} x^{\mu }}{\mathrm {d} \tau }}=\gamma {\begin{pmatrix}c\\v_{x}\\v_{y}\\v_{z}\end{pmatrix}}}
- Der Vierergradient {\displaystyle \partial ^{\alpha }=\left({\frac {1}{c}}{\frac {\partial }{\partial t}},-{\frac {\partial }{\partial x}},-{\frac {\partial }{\partial y}},-{\frac {\partial }{\partial z}}\right)}
- Das Viererpotential der Elektrodynamik {\displaystyle A^{\mu }={\begin{pmatrix}{\frac {\phi }{c}}\\{\vec {A}}\end{pmatrix}}}

### Vierertensoren
- Die Minkowskimetrik (die Metrik eines flachen Raumes) {\displaystyle \eta _{\mu \nu }=\eta ^{\mu \nu }={\begin{pmatrix}1&0&0&0\\0&-1&0&0\\0&0&-1&0\\0&0&0&-1\end{pmatrix}}}
- Der Feldstärketensor der Elektrodynamik {\displaystyle F_{\mu \nu }=\partial _{\mu }A_{\nu }-\partial _{\nu }A_{\mu }}
- Dualer Feldstärketensor der Elektrodynamik {\displaystyle {\hat {F}}^{\mu \nu }={\frac {1}{2}}\epsilon ^{\mu \nu \rho \sigma }F_{\rho \sigma }}